# Phthonos

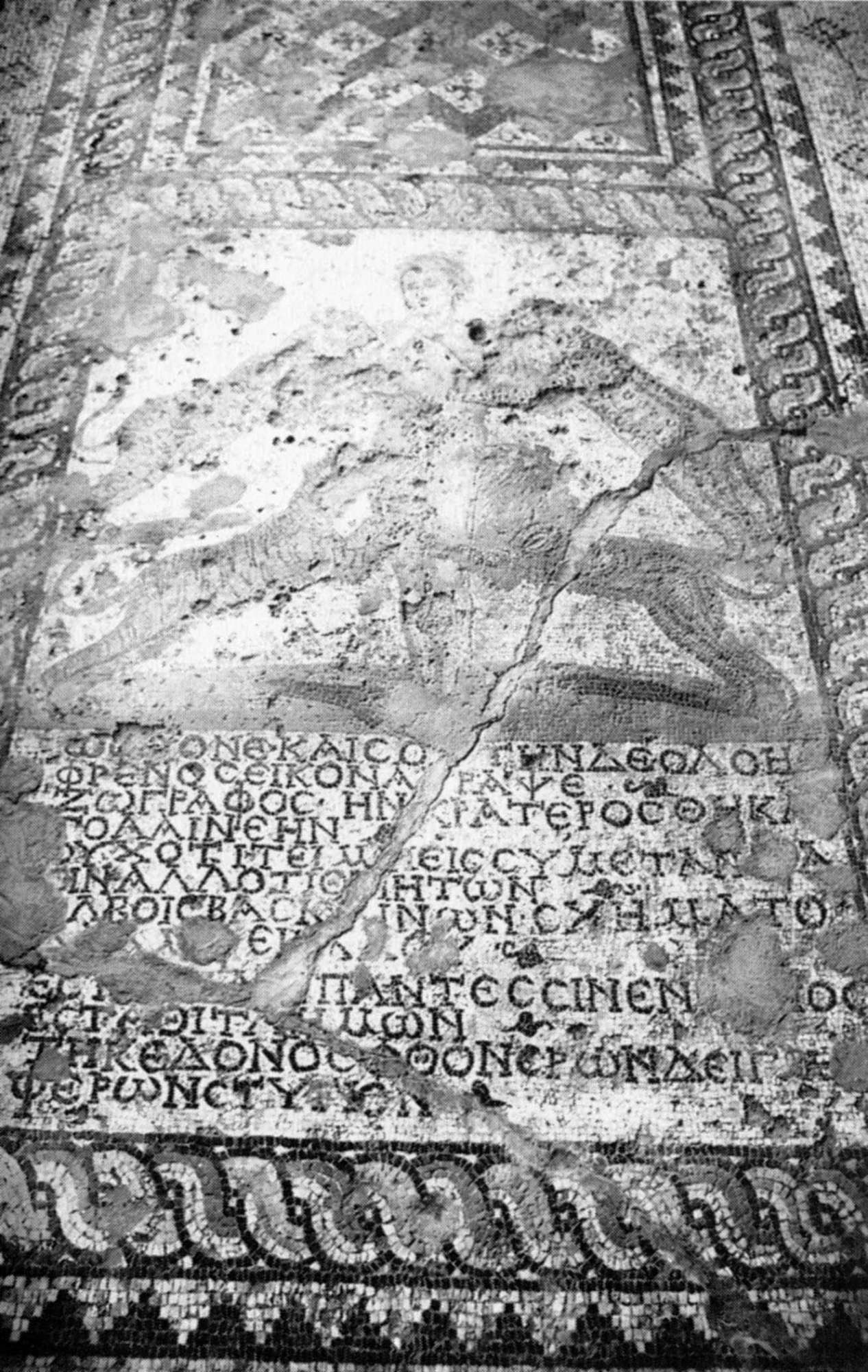
Phthonos wird von wilden Tieren zerrissen. Mosaik mit apotropäischer Inschrift in einem Hauseingang. Ca. 300 n. Chr. auf Kefalonia

Phthonos (altgriechisch Φθόνος Phthónos, lateinisch Invidia) ist in der griechischen Mythologie die den Göttern zugeschriebene Verkörperung von Missgunst und Neid.
Als Phthonos Theon (Neid der Götter) richtet er sich gegen Menschen, die der Hybris erlegen sind und ihre Grenzen zum Göttlichen hin überschreiten wollen.
Er hatte viele Frauen, tötete aber alle aus Eifersucht. Es existieren unterschiedliche Darstellungen.